# Galatea (měsíc)
Galatea je jedním z měsíců planety Neptun. Byl objeven a zatím prozkoumán jen jednou sondou a to Voyagerem 2 v roce 1989. Je pojmenovaný po dceři mořského boha Nérea Galateie, jedné z Néreoven z řecké mytologie. Jeho původní označení bylo S/1989 N 4.